# Lamsiteh
Lamsiteh is een bestuurslaag in het regentschap Aceh Besar van de provincie Atjeh, Indonesië. Lamsiteh telt 362 inwoners (volkstelling 2010).